# Official Languages of the Union Act, 1925
Official Languages of the Union Act, 1925 (Act No. 8 of 1925) var ett beslut i Sydafrikas parlament som den 27 maj 1925. gjorde afrikaans till ett officiellt språk i Sydafrikanska unionen. Lagen uppdaterades genom Sydafrikas konstitution 1961.

### Fotnoter
1. ↑  ”South Africa: Legislation: 1910-2014” (på engelska). Archnotology. http://www.archontology.org/nations/south_africa/01_laws.php. Läst 11 maj 2014.